# Ахтырская провинция
Ахтырская провинция — одна из пяти провинций Слободской губернии Российской империи. 
Административный центр — город Ахтырка. Провинция была территориально образована по Именному указу Екатерины Второй, от 1763 года, на военно-территориальной основе Ахтырского слободского казачьего полка Белгородского разряда. С момента образования входила в состав новой Слободской губернии. В ноябре 1775 года деление губерний на провинции было отменено, но провинция существовала до 1779 года, когда была переименована Ахтырским округом. В 1780—1781 годах, в процессе административно-территориальной реформы, провинция была разукрупненена и был образован маленький Ахтырский уезд Харьковского наместничества с центром в Ахтырке.

## Управление
Провинция была военизированной, то есть продолжала делиться по прежнему воинскому принципу территории полка и «военизированных» комиссарств (территорий нескольких сотен), — в отличие от соседней Белгородской губернии, делившейся на «гражданские» уезды.
- Провинция подчинялась губернской канцелярии и губернатору в Харькове.
- Провинция управлялась провинциальной канцелярией. Ей подчинялись комиссарства.
- В центрах комиссарств находились комиссарские правления. Им подчинялась территория и население.
- Основной единицей комиссарств были государственные войсковые слободы. В них жили в основном войсковые обыватели.

## Административное деление
Ахтырская провинция территориально полностью соответствовала одноимённому полку, основанному в 1659 году; управляла ей провинциальная канцелярия.
Провинция делилась на более мелкие образования «камисарства» (написание слова согласно официальным описаниям Харьковского наместничества, в частности, 1779 года: комиссарства), зачастую соответствовавшие сотням (но сотен было гораздо больше, чем комиссарств). Комиссарства были созданы по указу Сената от 20 мая 1765 года именно для управления государственными военными (войсковыми) слободами. Форма управления под названием «комиссарство» из всех губерний Российской Империи существовала только в пограничных и военных областях (Стародубский полк, Олонецкая губерния, Закаспийская область) и названием своим подчёркивала «военизированность».
Во главе комиссарских правлений стояли комиссары, назначавшиеся из числа местных дворян или «старшины». Основными функциями комиссаров был сбор налогов (в основном подушного) и полицейские обязанности (поддержание порядка). Комиссары управляли всеми административно-хозяйственными, финансовыми и незначительными судебными делами на подведомственной территории.
- Ахтырское комиссарство (население 9 103 мужчины казённых обывателя и 4 955 мужчин подданных на 1779 год)
  - Город Ахтырка (население 6 157 мужчины войсковых и 1 365 м подданных)
    - Войсковая слобода Кириковка (население 1 194 мужчины — войсковых обывателя)
    - Войсковая слобода Бакировка (333 м)
    - Войсковая слобода Старая Рабина (1 425 м)
    - Войсковая слобода Хухра (867 м)
    - Войсковая слобода Алешня (1 127 м)
    - Местечко Тростянец (1 100 подданных м)
    - Селений (сёл) — 6
    - Деревень — 6
    - Хуторов — два.
- Богодуховское комиссарство
  - Город Богодухов
- Боромлянское комиссарство (или Боровское, Боровенское)
  - Город Боромля
- Котелевское комиссарство
  - Город Котельва
- Краснокутское комиссарство
  - Город Красный Кут

## Символика(1775—1780)
Официально утверждённой в СПб символики (Высочайше либо Сенатом) провинция не имела; её получил только Ахтырский уезд 22 сентября 1781 года.
Неофициально с 1776 года в качестве символа мог использоваться Знамённый герб Ахтырского гусарского полка. Он был впервые опубликован в Гербовнике Щербатова 1775 года.